# أنس بسبوسي
أنس بسبوسي (مواليد 20 نوفمبر 1990) هو ممثل ومغني راب مغربي. اشتهر بدوره في فيلم نبيل عيوش الصادر سنة 2021 علي صوتك الذي رُشح للمنافسة على جائزة الأوسكار لأفضل فيلم بلغة أجنبية في حفل توزيع جوائز الأوسكار الرابع والتسعون في مهرجان كان السينمائي 2021.

## أعماله
- 2021: علي صوتك
- 2023: كازا ستريت
- 2023: مال الدنيا[5]
- 2024: بين لقصور

## الروابط الخارجية
- أنس بسبوسي على موقع IMDb (الإنجليزية)
- أنس بسبوسي على موقع قاعدة بيانات الأفلام العربية